# Dance Passion
A Dance Passion a svéd Roxette duó remixalbuma, mely 1987. március 27-én jelent meg az EMI kiadónál. A debütáló Pearls of Passion album dalainak remix változatát tartalmazza, mely csak Svédországban, Németországban, és Olaszországban jelent meg vinyllemezen. Az albumból mindössze 27.000 példányt értékesítettek Svédországban, ahol 19. helyre került a slágerlistán, és 4 hétig volt listahelyezett. Az album ezidáig nem jelent meg sem CD-n, sem más hanghordozón.
A dalok remixeit Kaj Erixon svéd producer és mérnök készítette, kivéve René Hedemyr "Neverending Love" című remixét, és a "Secrets That She Keeps" új változatát, melyet korábbi hangmérnökük Alar Suurna készített. Ebből a remixből már két változat megjelent 12-es lemezen Extended Club mix vagy Euro Mix néven Franciaországban. A "Soul Deep" remixe szintén szerepel ezen a kislemezen Extended Mix név alatt. Az összes többi remixet kizárólag erre az albumra készítették.

## Az album dalai
Az összes dalszöveg szerzője Per Gessle; az összes szám szerzője Gessle, except "Joy of a Toy" by Gessle and Mats "MP" Persson.
| A oldal: | A oldal:         | A oldal:     | A oldal: | A oldal: | A oldal: | A oldal: | A oldal: | A oldal: | A oldal: |
| #        | Cím              | Remixer      | Hossz    |          |          |          |          |          |          |
| -------- | ---------------- | ------------ | -------- | -------- | -------- | -------- | -------- | -------- | -------- |
| 1.       | I Call Your Name | Kaj Erixon   | 5:13     |          |          |          |          |          |          |
| 2.       | Soul Deep        | Kaj Erixon   | 5:17     |          |          |          |          |          |          |
| 3.       | Like Lovers Do   | Kaj Erixon   | 5:05     |          |          |          |          |          |          |
| 4.       | Neverending Love | René Hedemyr | 4:31     |          |          |          |          |          |          |
| 20:16    |                  |              |          |          |          |          |          |          |          |

| B oldal: | B oldal:               | B oldal:    | B oldal: | B oldal: | B oldal: | B oldal: | B oldal: | B oldal: | B oldal: |
| #        | Cím                    | Remixer     | Hossz    |          |          |          |          |          |          |
| -------- | ---------------------- | ----------- | -------- | -------- | -------- | -------- | -------- | -------- | -------- |
| 5.       | Goodbye to You         | Kaj Erixon  | 6:00     |          |          |          |          |          |          |
| 6.       | Secrets That She Keeps | Alar Suurna | 6:16     |          |          |          |          |          |          |
| 7.       | Joy of a Toy           | Kaj Erixon  | 5:18     |          |          |          |          |          |          |
| 17:34    |                        |             |          |          |          |          |          |          |          |

## Slágerlista
| Slágerlista (1987)                           | Legjobb helyezés |
| -------------------------------------------- | ---------------- |
| Svédország (Sverigetopplistan Top 60 Albums) | 19               |

## Közreműködtek
- Per Gessle és Marie Fredriksson
- Az eredeti felvételek vezetője Clarence Öfwerman A felvételek az EMI Studióban készültek Stockholmban.
- Remixek René Hedemyr ("Neverending Love"), Alar Suurna ("Secrets That She Keeps") és Kaj Erixon
- További munkálatok Kent Gillström mint a The Hit Factory, New York
- Masterelés Peter Dahl, mely a stockholmi Polar Stúdióban készült.

Zenészek
- Ének – Marie Fredriksson and Per Gessle
- Háttérének – Marianne Flynner and Anne-Lie Rydé
- Basszusgitár – Tommy Cassemar
- Dobok – Per "Pelle" Alsing, Per Andersson and Tim Wener
- Elektromos gitárok – Staffan Astner, Jonas Isacsson and Mats "MP" Persson
- Billentyűs hangszerek – Clarence Öfwerman
- Ütős hangszerek – Mats "MP" Persson
- Trombita – Uno Forsberg, Mikael Renlinden and Tomas Sjörgen (on "Soul Deep")